# Sigarette (Junior Cally)
Sigarette è un singolo del rapper italiano Junior Cally, pubblicato l'11 ottobre 2019 come secondo estratto dal secondo album in studio Ricercato.

## Descrizione
Il brano, scritto dallo stesso rapper, è prodotto da Jeremy Buxton.

## Video musicale
Il video musicale, diretto da School Project, è stato pubblicato il attraverso il 16 ottobre 2019 canale YouTube del rapper.

## Tracce
Testi di Antonio Signore, musiche di Simone Borrelli.
1. Sigarette – 3:12

## Versione con Emma Muscat
Sigarette RMX è un singolo del rapper italiano Junior Cally, in collaborazione con la cantautrice maltese Emma Muscat, pubblicato il 14 novembre 2019. Si tratta della versione remixata del brano omonimo del rapper.

### Tracce
Testi di Antonio Signore, musiche di Simone Borrelli.
1. Sigarette (feat. Emma Muscat) – 3:15